# Lebohang Ramalepe
Lebogang Ramalepe (Ga-Kgapane, 3 de dezembro de 1991) é uma futebolista sul-africana que atua como zagueira.

## Carreira
Lebogang Ramalepe fez parte do elenco da Seleção Sul-Africana de Futebol Feminino, nas Olimpíadas de 2016, realizada no Rio de Janeiro.
Foi convocada pela seleção para integrar o elenco da Copa do Mundo de Futebol Feminino de 2023.